# 时代公司
時代公司是曾经位于美国纽约的一间出版公司，其負責出版的雜誌有130多種， 最著名者為《時代》、《生活》、《運動畫刊》及《財星》。2017年11月，梅雷迪斯公司宣布将以28亿美元的价格收购该公司；次年1月31日交易完成。

## 历史
1990年，時代公司和華納傳播合併而成時代華納。2013年6月，時代華納宣佈，計劃將時代公司拆分出來變成上市公司。2013年10月1日，時代華納買下美國運通出版公司的數個品牌，如《Travel + Leisure》、《Food & Wine》、《Departures》、《Black Ink》及《Executive Travel》。2014年6月9日，时代公司完成分离，成为一家独立的上市公司。2016年併購了社群網站Myspace的母公司。
2017年11月25日，梅雷迪斯公司宣佈以約28億美元併購時代公司。2018年9月Meredith宣布將以1億9千萬美元將時代雜誌賣給Salesforce.com的總裁Marc Benioff夫婦。
2019年5月31日，梅雷迪斯公司宣佈以1.1億美元出售運動畫刊給Authentic Brands Group。

## 外部連結
- 官方网站
- Time Inc. profile from Time Warner
- Pathfinder (Time Inc. content portal)